# Левин, Генри
Генри Левин (англ. Henry Levin; 5 июня 1909 — 1 мая 1980) — американский театральный актёр и режиссёр, а также кинорежиссёр середины XX века.
Наиболее успешными фильмами Левина стали «Ночной редактор» (1946), «Джолсон снова поёт» (1949), «Мистер Простак» (1949), «Осуждённый» (1950), «Оптом дешевле 2» (1952), «Мистер Скаутмастер» (1953), «Первая леди» (1953), «Одинокий человек» (1957), «Путешествие к центру Земли» (1959) и «Там, где ребята» (1960).

## Ранние годы жизни и театральная карьера
Генри Левин родился 5 июня 1909 года в Трентоне, Нью-Джерси, США. Выпускник Пенсильванского университета, Левин начал карьеру как театральный актёр и режиссёр.
Во время работы на Бродвее Левин успел перепробовать много профессий — он был актёром, режиссёром, менеджером сцены и постановщиком речи. В качестве актёра Левин сыграл в таких бродвейских спектаклях, как «Прелюдия к ссылке» (1936—1937), «До Кито и обратно» (1937), «Иеремия» (1939), «Пятая колонна» (1940) и «Предпочтение отдаётся гламуру» (1940). В 1941 году в качестве ассистента режиссёра и менеджера сцены Левин работал над спектаклем «Они всегда одиноки» (1941) и в качестве менеджера сцены и актёра над спектаклем «Кукушки на очаге» (1941—1942).

## Начало кинокарьеры на студииColumbiaв 1943—1951 годах
В 1943 году Левин подписал договор со студией Columbia Pictures в качестве постановщика речи, на следующий год поднявшись до режиссёрской должности. В качестве постановщика речи он работал над фильмами «Назначение в Берлин» (1943), «Опасные блондинки» (1943) и «Двухместная подводная лодка» (1944).
В 1944 году Левин дебютировал как режиссёр с фильмом «Вой оборотня» (1944), «недорогим, но атмосферным фильмом об оборотне» с участием Нины Фох. По мнению современного критика Денниса Шварца, это «старомодный фильм об оборотне, который сделан в экономичной, но традиционной манере, немного тяжеловатой и немного скучноватой».
В 1946 году Левин поставил три удачных криминальных мелодрамы из серии «Я люблю тайны» — «Я люблю тайны», «Маска Дьявола» и «Неизвестное», а также фильм нуар «Ночной редактор» (1946) из планировавшегося одноимённого цикла фильмов, который так и не состоялся. «Я люблю тайны» был первым из цикла фильмов, поставленных по очень успешному одноимённому радиосериалу, который выходил в эфир с 1939 по 1944, а затем с 1949 по 1953 год. Главные роли двух детективов, расследующих дела, связанные со сверхъестественным, сыграли как на радио, так и в кино, Джим Бэннон в роли Джека Паккарда и Бартон Ярбро в роли Дока Лонга. В этом фильме главные роли сыграли также Нина Фох и Джордж Макреди. Повествование ведётся в форме флэшбека, вращаясь вокруг Джефферсона Монка (Макреди), джентльмена из общества, который получает странные послания от тайного азиатского общества с угрозами его жизни. Он начинает верить в то, что его обезглавят через три дня и нанимает детективов Паккарда и Лонга, чтобы они предотвратили его смерть. По мнению современного критика Лорейн ЛоБланко, «относительная неудача фильма связана с актёрской игрой». Как заметил критик Милтон Сосин в The Miami News, «заядлые поклонники детективов обычно не столь критичны в отношении актёрской игры или режиссёрской работы до тех пор, пока их хотя бы немного удовлетворяет сюжет и распутывание тайны связано с использованием „серых клеточек мозга“. С этой точки зрения фильм в высшей степени удовлетворителен, даже несмотря на то, что актёрская игра некоторых ведущих актёров могла бы быть убедительней, а режиссура могла бы быть сильнее».
В основу фильма «Ночной редактор» был положен сюжет одной из программ одноимённого радиосериала, который шёл в эфире с 1934 по 1948 год. Фильм рассказывает историю полицейского детектива (Уильям Гарган), который не решается сообщить об убийстве, свидетелем которого он стал, так как в результате этого вскроются скандальные подробности его внебрачной связи со светской дамой (Дженис Картер), что может разрушить как его карьеру, так и семью. Современный историк кино Крейг Батлер отметил, что «основной массив фильма — это напряжённый, захватывающий нуаровый триллер с участием одной из самых неотразимых и чарующих роковых женщин жанра, который был полон героинями такого рода». По мнению критика, фильм немного проигрывает из-за скромного бюджета, но даже «несмотря на нехватку средств, всё равно остаётся запоминающимся». И «очень жаль, что фильм так и остался единственным и не вылился в серию», как это задумывалось изначально. Самой слабой частью фильма, по мнению Батлера, стало использование приёма обрамления, который как предполагалось, должен был связать эту картину с предполагавшейся серией. Критик высоко оценил работу всей творческой группы, особенно выделив «напряжённую постановку» Генри Левина, «не менее напряжённый сценарий Хэла Смита», а также «атмосферную операторскую работу Бёрнетта Гаффи». Гленн Эриксон назвал фильм «крепкой нуаровой работой» и «образцовым примером нуара» с «абсолютно классической роковой женщиной Дженис Картер». Центральная часть картины излагает «знакомую историю о полицейском, которого подвергает опасности красивая и неисправимо порочная женщина». Однако обрамляющая история, к сожалению, сводит фильм к «поучению молодому репортёру о том, что внебрачные романы — это яд». Хоган отмечает, что режиссёр Левин умело использовал сильные стороны картины, а именно «хорошую игру Гаргана в главной роли и Картер в роли блондинки-подстрекательницы, живой сценарий Хэла Смита, а также великолепную работу пары операторов — Бёрнетта Гаффи и Филипа Таннуры».
По мнению критика Ричарда Харланда Смита, вторая картина из цикла «Я люблю тайны» под названием «Маска Дьявола» была намного лучшей первой. В роли частных детективов из Сан-Франциско Паккарда и Лонга вновь предстали актёры Бэннон и Ярбро. История начинается с обнаружения сморщенной головы в обломках сбитого самолёта, что втягивает детективов в поиски пропавшего хранителя музея и его психически нездоровой дочери (Анита Луиз) с комплексом Электры, который, возможно, и привел её к убийству. Фильм был украшен готическими и мрачными деталями и снят в экспрессионистском стиле с бездонными тенями кинематографистом Генри Фрейлихом. Фильм обещал франшизе большое будущее, однако после ещё одного фильма она была закрыта.
Детективный экшн «Неизвестное» (1946) был третьей частью киносериала «Я люблю тайны». Действие этого детективного триллера происходит в старом тёмном доме с некоторыми моментами явного хоррора, чем он во многом напоминает популярные картины «Кот и канарейка» (1927) и «Старый мрачный дом» (1932), но в одном моменте на несколько лет предвосхищает «Бульвар Сансет» (1950) Билли Уайлдера. Босли Краузер в «Нью-Йорк таймс» описал фильм словами «кучка безумцев, обитающих в старом южном доме с подземными комнатами, двигающимися стенами, мавзолеем и отсутствием электрического света. Там также есть некий убийца, угрожающе скрывающийся во мраке, и очень мёртвый полковник-южанин, замурованный в кирпичном камине», а журнал Variety назвал его «щекочущим спину фильмом для искателей ужасов».
В последующие годы Левин ставил фильмы во всех возможных жанрах. Как отмечает Хэл Эриксон, «на студии Columbia Левин работал буквально в каждом жанре», среди его работы были и исторический приключенческий экшн «Разбойник и Королева» (1946) с участием Корнела Уайлда, и психологическая драма «Вина Джанет Эймс» (1947), и комедия «Знакомство с Милли» (1948), и мюзикл «Джолсон снова поёт» (1949).
В центре внимания послевоенной психологической мелодрамы «Вина Джанет Эймс» (1947) находится солдатская вдова (Розалинд Расселл), муж которой погиб во время Второй мировой войны, спасая жизни пятерых мужчин. Через два года после окончания войны вдова решает выяснить, были ли эти люди достойны смерти её мужа, и начинает их поиски. Однако в результате несчастного случая она впадает в истерическое состояние и теряет способность ходить. Один из спасённых её мужем проводит женщине сеанс гипноза, который позволяет ей наконец примириться с утратой мужа. Затем она излечивает с помощью гипноза своего гипнотизёра, который страдает от чувства вины за гибель её мужа. По мнению критика Джеффа Батлера, это очень необычный фильм. Прежде всего потому, что большую его часть составляют воображаемые эпизоды, в которые введены в различной степени реальные, нереальные и сюрреальные составляющие. Кроме того, сама посылка — что женщина ищет людей, чтобы посмотреть, была ли оправдана жертва её мужа, также очень странная. И, наконец, психологическая история о том, что собственная вина женщины за то, что по-настоящему не любила своего погибшего мужа, также была довольно неожиданной для своего времени. Однако, «к сожалению, потенциал этих уникальных качеств в картине не был реализован так, как следует».
В 1948 году вышла успешная романтическая комедия «Знакомство с Милли» (1948), в которой мужчина (Гленн Форд) пытается помочь женщине (Эвелин Хейс) подцепить себе мужа, чтобы получить право на усыновление ребёнка, и в итоге сам влюбляется в героиню. В то же году Левин поставил добротный вестерн «Человек из Колорадо» (1948) с участием Форда, Уильяма Холдена и Эллен Дрю.

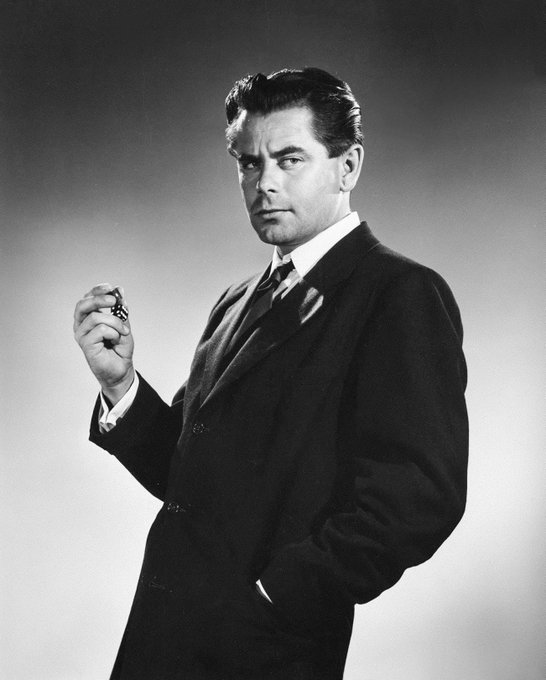
Гленн Форд на рекламном фото фильма «Мистер Простак» (1949)

В фильме нуар «Мистер Простак» (1949), который Левин поставил совместно с режиссёром Горлдоном Дугласом, рассказывается о ветеране войны Джо Миракле (Гленн Форд), который, вернувшись домой, обнаруживает, что принадлежавшим ему ночным клубом завладели гангстеры, а его партнёр убит. Джо грабит свой бывший клуб, после чего вынужден скрываться от гангстеров в Центре социального обслуживания, которым руководит милая Дженни Джонс (Эвелин Кейс). В итоге он разрывается между необходимостью противостоять гангстерам и своими романтическими чувствами к Дженни, под влиянием которой в нём пробуждается желание сделать для социального центра что-либо хорошее. Историк кино Джейми Рич написал о фильме: «Это согревающий сердце криминальный фильм, действие которого начинается в канун Рождества и охватывает рождественский день, и в нём много семейного юмора и искупительных тем, что делает его отличным рождественским развлечением». Как далее пишет критик, «оба режиссёра хорошо сочетают стили и тональности, смешивая нуаровые переулки с более близкими семейным ценностям условиями коммунального центра. И этот баланс никогда излишне не склоняется ни в ту, ни в другую сторону. Сцены в реабилитационном центре ярко освещены, создавая хорошее настроение, а более опасный материал ввергнут в увлекательные тени». По словам Рича, «вместе с тем следует отметить, что преступление не кажется слишком страшным, а моменты, создающие приятное настроение, слишком сентиментальными. Лишь краткий рывок насилия мог бы заставить кого-то поёжиться, но скорее от мысли „сейчас будет больно“, чем от того, чтобы реально прятать глаза от кровавой бани». В итоге получилась «добрая смесь хорошего семейного развлечения и рассказа о преступлениях, которые могли бы быть и хуже».

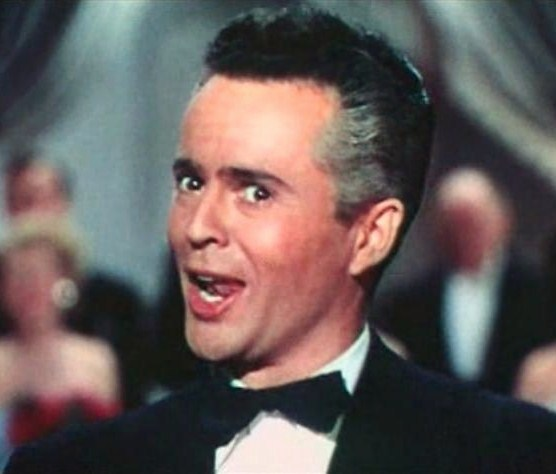
Ларри Паркс в фильме «Джолсон поёт снова» (1949)

Биографический музыкальный фильм «Джолсон снова поёт» (1949) был сиквелом фильма «История Джолсона» (1946) о популярном эстрадном певце Эле Джолсоне (его роль в обоих фильмах сыграл Ларри Паркс). Фильм имел отличную кассу и получил три номинации на премию «Оскар», в том числе, за лучший сценарий, лучшую операторскую работу в цвете и лучшую музыку для фильма.
Фильм нуар «Осуждённый» (1950) рассказывает историю Джо Хаффорда (Гленн Форд), который был осуждён за непреднамеренное убийство. Начальник тюрьмы Джордж Ноуленд (Бродерик Кроуфорд) сочувствует Джо и пытается облегчить его тюремную жизнь. Когда Джо становится свидетелем убийства тюремного осведомителя другим заключённым, он в соответствии с тюремным «кодексом молчания» отказывается назвать имя убийцы, даже несмотря на то, что его самого могут обвинить в убийстве и приговорить к пожизненному сроку заключения. После выхода фильма на экраны рецензент журнала Variety дал ему положительную оценку, отметив, что «фильм не настолько мрачный, как можно подумать, исходя из названия». По мнению рецензента, фильм «содержит несколько нестандартных сюжетных поворотов, благодаря чему смотрится нешаблонно». И хотя «сюжет по сути является мужской мыльной оперой, сценарий наполняет его изяществом и хорошими репликами». По мнению Шварца, режиссёр «Генри Левин уверенно ставит эту устаревшую рутинную криминальную драму о судебной ошибке». Далее критик отмечает, что фильм «предлагает мрачный и циничный рассказ о том, как колёса правосудия иногда дают сбой». По словам критика, «хотя эта тема далека от оригинальности, сила фильма заключена в убеждённости, что существуют невинные люди, которые по разным причинам оказываются в тюрьме». И в этом качестве эта «горестная история главного героя пробивает брешь в непогрешимости американской юридической системы». Как далее отмечает Шварц, «несмотря на перегруженность и надуманность сюжета, фильм умело доносит свою позицию, согласно которой тюремную жизнь вряд ли можно назвать человеческой, а тюремное заключение не всегда является лучшим наказанием за преступление». Однако, по мнению критика, счастливая «концовка фильма выполнена настолько нескладно, что почти его испортила».
В 1950 году Левин поставил также музыкальную комедию «Девушка Петти» (1950) по мотивам жизни и творчества американского художника, одного из основателей направления пин-ап Джорджа Петти, главные роли в которой сыграли Роберт Каммингс и Джоан Колфилд, а также военную мелодраму «Летающая ракета» (1950) с Гленном Фордом в роли вымышленного командующего флотом ВМС США, добивающегося реализации программы запуска ракет с подводных лодок.
В криминальной мелодраме «Родственные души» (1951) пара мошенников (Александер Нокс и Лизабет Скотт) нанимает игрока и мелкого преступника (Эдмонд О’Брайен), чтобы он сыграл роль пропавшего много лет назад сына пожилой супружеской пары, намереваясь таким образом завладеть их многомиллионным наследством. Как отметил современный киновед Артур Лайонс, «хотя сценарий и многословен, однако фильму удаётся удерживать интерес зрителя». По мнению критика, фильм «представляет интерес с некоторых точек зрения. Во-первых, благодаря тому, что в фильме играет пара икон нуара, О’Брайен и роковая женщина Лизабет Скотт», и, во-вторых, благодаря своей истории, которая «является ещё одним примером темы „самозванец в беде“» . Другой историк кино Майкл Кини полагает, что «фильм ужасающе медленный, и лишь присутствие икон нуара О’Брайена и Скотт, которые составляют маловероятную романтическую пару, делает фильм сносным».
В криминальной мелодраме «Семейный секрет» (1951) сын адвоката (Джон Дерек) случайно убивает своего лучшего друга, о чём неизвестно никому, кроме членов семьи. Отец (Ли Джей Кобб) настаивает на том, чтобы сын во всём сознался, однако мать умоляет обо всём молчать, убеждая в конце концов и своего мужа, которого вскоре назначают защищать невинного человека, обвинённого в этом убийстве.

## Продолжение кинокарьеры на студииXXth Century Foxв 1952—1960 годах
В 1952 году Левин перешёл на студию 20th Century Fox, где работал не только режиссёром, но и продюсером. Первая его режиссёрская работа на новой студии, комедия «Оптом дешевле 2» (1952) стала сиквелом успешной комедии о многодетной семье, в главных ролях которой (за исключением Клифтона Уебба, герой которого умер в первом фильме) сыграл те же звёзды, что и в первой ленте — Джинн Крейн, Мирна Лой и Барбара Бейтс.

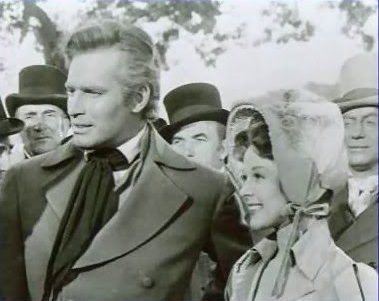
Кадр из фильма «Первая леди» (1953)

Биографическую драму «Первая леди» (1953) кинокритик «Нью-Йорк таймс» Говард Томпсон назвал «почтительной и в высшей степени сентиментальной данью уважения» седьмому президенту США Эндрю Джексону и его жене Рейчел, роли которых исполнили Чарльтон Хестон и Сьюзен Хэйворд. Как и книга Ирвинга Стоуна, на которой он основан, фильм «неумеренно восхваляет их любовь, обходя исторический фон и лишь едва намекает на бурную политическую карьеру Джексона». По словам Томпсона, «ни безыскусная режиссура Левина, ни скучный диалог, ни избыточность слезливых воссоединений Джексонов не усиливают то, что должно было быть самой сильной частью фильма». Этот фильм «игнорируя общественную и политическую стороны жизни Джексона», преуменьшает «память об этом храбром и простом человеке, который якобы пересидел все удары отчаянной судьбы дома, и мало что ещё сделал». Фильм был номинирован на «Оскары» за лучшую художественную постановку и лучший дизайн костюмов.
По словам Хэла Эриксона, самой приятной частью работы на Fox для Левина оказалось сотрудничество с холёным комическим актёром Клифтоном Уеббом, которого он снял в трёх комедиях — «Мистер Скаутместер» (1953), «Замечательный мистер Пеннипеккер» (1959) и «Каникулы для влюблённых» (1959). В фильме «Великолепный мистер Пеннипеккер» (1959) Уэбб сыграл заглавную роль производителя колбасы из Пенсильвании, который в результате комического поворота событий стал двоеженцем, в комедии «Каникулы для влюблённых» (1959) Уэбб был бостонским психологом, который вместе с женой и дочерью отправляется в спонтанное путешествие в Бразилию к своей второй дочери, чтобы помочь ей решить проблемы в личной жизни.
В 1950-е году Левин поставил также такие заметные вестерны, как «Игрок из Натчеза» (1954) с Дейлом Робертсоном и «Одинокий человек» (1957) с Джеком Пэлансом и Энтони Перкинсом. За ними последовали музыкальная романтическая комедия «Апрельская любовь» (1957) с Пэтом Буном и Ширли Джонс, а также «каноническая романтическая комедия» «Там, где ребята» (1960) с Джорджем Хэмилтоном, которая стала хитом и вскоре принесла Левину четырёхлетний контракт со студией Metro-Goldwyn-Mayer.
Наиболее известной работой Левина на студии Fox стала семейная фантастическая приключенческая лента «Путешествие к центру Земли» (1959), в основу которой положен роман Жюля Верна, а главные роли сыграли Джеймс Мейсон, Пэт Бун, Арлин Дал и Кэрролл Бейкер. Как пишет историк кино Джон Миллер, «это крупнобюджетный, семейный фильм, в котором есть „кое-что для всех“, а также щедрая порция визуальных наслаждений. Как и в случае с лучшими экранизациями Верна, этот фильм одевает актёров в причудливые наряды своего времени и воспроизводит ситуации немного с юмором». Действие картины начинается в Эдинбурге в 1880 году, где профессор Оливер Линденбрук (Мейсон) получает от своего ученика Алека Маккьюена необычный фрагмент застывшей лавы, в котором скрыто послание от шведского учёного, который несколько лет назад исчез в поисках пути к центру Земли. Собрав группу учёных, профессор отправляется в Исландию, где по инструкциям шведского учёного находит проход у кратера вулкана, ведущий вглубь Земли. Спустившись под Землю, учёные сталкиваются с широким разнообразием опасностей и чудес, включая огромные скалистые пещеры, лес гигантских грибов, валун, который катится за ними по узкой расщелине, вращающийся вихрь соли, огромные и злые доисторические рептилии, огромный подземный океан и многое другое, включая не что иное, как затерянный город Атлантида. Фильм полон неожиданных сюжетных поворотов, интересных кадров и событий, которые позволяют актёрам раскрыть образы своих персонажей. Фильм получил преимущественно хорошие отзывы прессы, хотя некоторые обозреватели негативно оценили фильм. В частности, Босли Краузер в «Нью-Йорк таймс» написал, что в конце концов, «это не такая уж поразительная выдумка…даже эти ужасные гигантские ящерицы гротескны не в хорошем смысле слова. Их единственная цель — пугать маленьких детей, которые, наверняка, станут самыми большими поклонниками этого глупого фильма». Критика Variety удивила тональность картины, которая «избирает иронический подход к истории Жюля Верна, но временами трудно понять, смеются ли кинематографисты или говорят серьёзно… Если рассматривать фильм как одну большую пародию, он будет довольно забавным». Джек Харрисон в Hollywood Reporter отметил, что «молодежь всех возрастов и всех стран будет зачарована и взволнована в то время, как старшее поколение будет развлекаться и получать удовольствие… В фильме много щекочущих нервы моментов, напоминающих о классических триллерах». Фильм был номинирован на три «Оскара» — за лучшую художественную постановку, лучший звук и лучшие спецэффекты.

## Завершение кинокарьеры в 1961—1979 годах

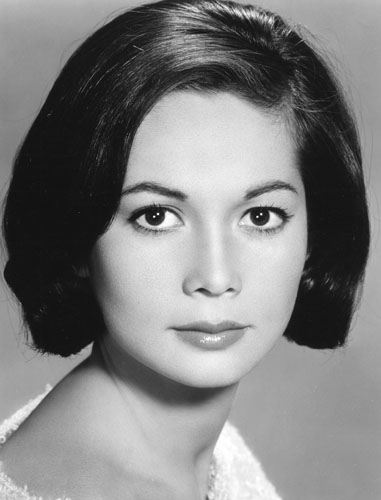
Нэнси Кван на рекламном фото к фильму «Отель для новобрачных» (1953)

Как пишет Хэл Эриксон, в 1960 году Левин отправился в Италию, чтобы поставить (вместе с Марио Бавой) чудаковатую комедию на тему арабских ночей «Чудеса Алладина» (1961) с Дональдом О’Коннором в главной роли, за которой последовал ещё один фильм-сказка «Чудесный мир братьев Гримм» (1962), обе картины были сделаны для студии MGM.
В 1960-е годы Левин также поставил несколько «ярких поверхностных сексуальных комедий», таких как «Если отвечает мужчина» (1962) с Сандрой Ди на студии Universal, а также «Летим со мной» (1963) с Долорес Харт и «Отель для новобрачных» (1964) на студии Metro-Goldwyn-Mayer.
По словам Эриксона, «многие из последних проектов Левина были пародийными шпионскими эскападами», такими как «Закоулок убийц» (1966) с Дином Мартином и Энн-Маргрет, «Если все женщины мира» (1966) с Майком Коннросом и «Сидящие в засаде» (1967) с Мартином и Сентой Бергер.
Последней режиссёрской киноработой Левина стал приключенческий фильм «Искатели сокровищ» (1979) с Родом Тейлором в главной роли, после чего Левин поставил три эпизода телесериала «Тихая пристань» (1980) и телефильм «Честь скаута» (1980)

## Личная жизнь
В 1952 году Левин женился на Этель Рубин. В общей сложности Левин был женат четыре раза

## Смерть
Генри Левин умер 1 мая 1980 года в Глендейле, Калифорния, в возрасте 70 лет в последний день съёмок фильма «Честь скаута» (1980).

## Фильмография
| Год  | Русское название                            | Оригинальное название                              | В каком качестве участвовал               | Примечания            |
| ---- | ------------------------------------------- | -------------------------------------------------- | ----------------------------------------- | --------------------- |
| 1943 | Назначение в Берлин                         | Appointment in Berlin                              | Постановщик речи                          |                       |
| 1943 | Опасные блондинки                           | Dangerous Blondes                                  | Постановщик речи (в титрах не указан)     |                       |
| 1944 | Двухместная подводная лодка                 | Two-Man Submarine                                  | Постановщик речи (в титрах не указан)     |                       |
| 1944 | Вой оборотня                                | Cry of the Werewolf                                | Режиссёр                                  |                       |
| 1944 | Танцы на Манхэттене                         | Dancing in Manhattan                               | Режиссёр                                  |                       |
| 1944 | Сержант Майк                                | Sergeant Mike                                      | Режиссёр                                  |                       |
| 1945 | Я люблю тайны                               | I Love a Mystery                                   | Режиссёр                                  |                       |
| 1945 | Разбойник и Королева                        | The Bandit of Sherwood Forest                      | Режиссёр                                  |                       |
| 1946 | Боевой гвардеец                             | The Fighting Guardsman                             | Режиссёр                                  |                       |
| 1946 | Маска Дьявола                               | The Devil’s Mask                                   | Режиссёр                                  |                       |
| 1946 | Ночной редактор                             | Night Editor                                       | Режиссёр                                  |                       |
| 1946 | Возвращение Монте-Кристо                    | The Return of Monte Cristo                         | Режиссёр                                  |                       |
| 1946 | Неизвестный                                 | The Unknown                                        | Режиссёр                                  |                       |
| 1947 | Труп пришёл наложенным платежом             | The Corpse Came C.O.D.                             | Режиссёр                                  |                       |
| 1947 | Вина Джанет Эймс                            | The Guilt of Janet Ames                            | Режиссёр                                  |                       |
| 1948 | Галантный клинок                            | The Gallant Blade                                  | Режиссёр                                  |                       |
| 1948 | Свидание с Милли                            | The Mating of Millie                               | Режиссёр                                  |                       |
| 1948 | Человек из Колорадо                         | The Man from Colorado                              | Режиссёр                                  |                       |
| 1949 | С ребёнком будет трое                       | And Baby Makes Three                               | Режиссёр                                  |                       |
| 1949 | Джолсон снова поет                          | Jolson Sings Again                                 | Режиссёр                                  |                       |
| 1949 | Мистер Простак                              | Mr. Soft Touch                                     | Режиссёр                                  |                       |
| 1950 | Осуждённый                                  | Convicted                                          | Режиссёр                                  |                       |
| 1950 | Летящая ракета                              | The Flying Missile                                 | Режиссёр                                  |                       |
| 1950 | Девушка Петти                               | The Petty Girl                                     | Режиссёр                                  |                       |
| 1951 | Семейный секрет                             | The Family Secret                                  | Режиссёр                                  |                       |
| 1951 | Родственные души                            | Two of a Kind                                      | Режиссёр                                  |                       |
| 1952 | Оптом дешевле 2                             | Belles on Their Toes                               | Режиссёр                                  |                       |
| 1953 | Фермер взял жену                            | The Farmer Takes a Wife                            | Режиссёр                                  |                       |
| 1953 | Мистер Скаутмастер                          | Mister Scoutmaster                                 | Режиссёр                                  |                       |
| 1953 | Первая леди                                 | The President’s Lady                               | Режиссёр (также ассоциированный продюсер) |                       |
| 1954 | Игрок из Натчеза                            | he Gambler from Natchez                            | Режиссёр                                  |                       |
| 1954 | Трое молодых техасцев                       | Three Young Texans                                 | Режиссёр                                  |                       |
| 1955 | Тёмный мститель                             | The Dark Avenger                                   | Режиссёр                                  |                       |
| 1957 | Апрельская любовь                           | April Love                                         | Режиссёр                                  |                       |
| 1957 | Бернардин                                   | Bernardine                                         | Режиссёр                                  |                       |
| 1957 | Давай будем счастливы                       | Let’s Be Happy                                     | Режиссёр                                  |                       |
| 1957 | Одинокий человек                            | The Lonely Man                                     | Режиссёр                                  |                       |
| 1958 | Милый маленький банк, который надо ограбить | A Nice Little Bank That Should Be Robbed           | Режиссёр                                  |                       |
| 1959 | Каникулы для влюблённых                     | Holiday for Lovers                                 | Режиссёр                                  |                       |
| 1959 | Путешествие к центру Земли                  | Journey to the Center of the Earth                 | Режиссёр                                  |                       |
| 1959 | Замечательный мистер Пеннипеккер            | The Remarkable Mr. Pennypacker                     | Режиссёр                                  |                       |
| 1960 | Там, где ребята                             | Where the Boys Are                                 | Режиссёр                                  |                       |
| 1961 | Тысяча и одна ночь                          | Le meraviglie di Aladino                           | Режиссёр                                  |                       |
| 1962 | Если отвечает мужчина                       | If a Man Answers                                   | Режиссёр                                  |                       |
| 1962 | Чудесный мир братьев Гримм                  | The Wonderful World of the Brothers Grimm          | Режиссёр                                  |                       |
| 1963 | Летим со мной                               | Come Fly with Me                                   | Режиссёр                                  |                       |
| 1964 | Отель для новобрачных                       | Honeymoon Hotel                                    | Режиссёр                                  |                       |
| 1965 | Чингиз Хан                                  | Genghis Khan                                       | Режиссёр                                  |                       |
| 1966 | Если все женщины мира                       | Se tutte le donne del mondo… (Operazione Paradiso) | Режиссёр                                  |                       |
| 1966 | Закоулок убийц                              | Murderers' Row                                     | Режиссёр                                  |                       |
| 1967 | Сидящие в засаде                            | The Ambushers                                      | Режиссёр                                  |                       |
| 1969 | Отчаянные                                   | The Desperados                                     | Режиссёр                                  |                       |
| 1973 | Человек-молния                              | That Man Bolt                                      | Режиссёр                                  |                       |
| 1974 | Планета обезьян                             | Planet of the Apes                                 | Актёр                                     | Телесериал (1 эпизод) |
| 1977 | Бег за розами                               | Run for the Roses                                  | Режиссёр                                  |                       |
| 1979 | Искатели сокровищ                           | The Treasure Seekers                               | Режиссёр                                  |                       |
| 1979 | Тихая пристань                              | Knots Landing                                      | Режиссёр                                  | Сериал (3 эпизода)    |
| 1980 | Честь скаута                                | Scout’s Honor                                      | Режиссёр                                  | Телефильм             |